# Valeria Maximilla
Valeria Maximilla (?, 280 előtt – ?, 312 után) Galerius császár és ismeretlen nevű első feleségének leánya. 290-től Maxentius felesége. A házasság az uralkodó augustusok és a melléjük kinevezett caesarok közti családi kapcsolatok kiépítésének része volt, ahogyan azt Diocletianus császár elvárta a tetrarchia rendszerében.
Két fiúgyermek anyja, akik közül csak az egyiknek, a körülbelül 295-ben születő Marcus Valerius Romulusnak ismerjük a nevét. Ezt a fiát 309-ben elvesztette. Diocletianus arra vonatkozó számítása, hogy a családi kapcsolatokkal megerősített tetrarchiában a rokon uralkodók nem vívnak polgárháborút egymás ellen, nem vált be. A 312-es Milvius-hídi csata után – amelyben Constantinus legyőzte sógorát, Maxentiust – sorsa ismeretlen.